# Petit-duc de Mindanao
Otus mirus
Espèce
Statut de conservation UICN

 LC  : Préoccupation mineure
Statut CITES
Le Petit-duc de Mindanao (Otus mirus) est une espèce d'oiseaux de la famille des Strigidae.

## Répartition
Cette espèce est endémique de Mindanao, aux Philippines.